# بوهوسلاف سوبوتکا
بوهوسلاف سوبوتکا (انگلیسی: Bohuslav Sobotka؛ زادهٔ ۲۳ اکتبر ۱۹۷۱) یک سیاست‌مدار اهل جمهوری چک است.